# Оберикелсхајм
Оберикелсхајм (њем. Oberickelsheim) општина је у њемачкој савезној држави Баварска. Једно је од 38 општинских средишта округа Нојштат ан дер Ајш-Бад Виндсхајм. Према процјени из 2010. у општини је живјело 683 становника. Посједује регионалну шифру (AGS) 9575155.

## Географски и демографски подаци
Оберикелсхајм се налази у савезној држави Баварска у округу Нојштат ан дер Ајш-Бад Виндсхајм. Општина се налази на надморској висини од 320 метара. Површина општине износи 18,2 km². У самом мјесту је, према процјени из 2010. године, живјело 683 становника. Просјечна густина становништва износи 37 становника/km².